# Fekvőbeteg-szakellátás
A fekvőbeteg-szakellátás a betegnek fekvőbeteg-gyógyintézeti keretek között végzett egészségügyi ellátása. Ennek igénybevétele a beteg folyamatos ellátását végző orvos, a kezelőorvos vagy az arra feljogosított más személy beutalása, valamint a beteg jelentkezése alapján történik. A finanszírozás módja szerint (illetve ennek megfelelően az ellátás célja, jellege szerint) lehet aktív és krónikus fekvőbeteg-ellátás.

## A fekvőbeteg-szakellátás szolgáltatásai
A fekvőbeteg-ellátás lehet folyamatos benntartózkodás vagy meghatározott napszakban benntartózkodás mellett végzett
- diagnosztikai,
- gyógykezelési,
- rehabilitációs,
- ápolási célú ellátás,

illetve olyan egyszeri vagy kúraszerű beavatkozás, amely miatt a beteg meghatározott idejű megfigyelést igényel (például szükség esetén az azonnali ellátása érdekében).

## Térítésmentes ellátások
A biztosítottak az egészségi állapotuk által indokolt szintű fekvőbeteg szakellátás során az alábbi ellátások térítésmentes igénybevételére jogosultak:
- a betegség megállapításához szükséges vizsgálatok,
- az orvos előírása szerinti gyógykezelés, ideértve a műtéti beavatkozásokat, az annak során felhasznált gyógyászati anyagokat, protetikai eszközöket
- a gyógykezeléshez szükséges gyógyszer, vérkészítmény, kötszer, gyógyászati segédeszköz
- a gyógykezeléséhez szükséges ápolás
- életvezetési és diétás tanácsadás,
- étkezés, orvos által rendelt diéta,
- a rendelkezésre álló, az ellátás szakmai és etikai követelményeinek megfelelő színvonalú elhelyezés arra az időtartamra, amíg az ellátás fekvőbeteg-gyógyintézeti körülmények között indokolt.

## Részleges térítés mellett igénybe vehető fekvőbeteg-szakellátások
A biztosított személy részleges térítés mellett jogosult a fekvőbeteg-szakellátásra, ha
- a kizárólag beutalóval igénybe vehető ellátást beutaló nélkül veszi igénybe (kivétel a sürgősségi ellátás),
- az ellátást nem annál az egészségügyi szolgáltatónál veszi igénybe, ahová az orvos beutalta,
- az ellátást a beutaló orvos által előírtnál eltérő tartalommal kívánja igénybe venni, és ez többletköltséggel jár,
- egyéni igényei szerinti étkezést kér,
- a fekvőbeteg-ellátás során magasabb színvonalú elhelyezést kér, illetve egyéb kényelmi szolgáltatásokra tart igényt,
- az elhelyezését nem gyógykezelés miatt, hanem ápolás céljából kéri.

Az egészségügyi szolgáltató köteles jól látható helyen kifüggeszteni a térítési díj fizetése mellett igénybe vehető szolgáltatások jegyzékét (díjtételekkel együtt), továbbá a szolgáltatás megkezdése előtt a biztosítottat köteles tájékoztatni a biztosított által igényelt térítésköteles szolgáltatások díjáról.

## Külső hivatkozások
- net.jogtar.hu/eutv – 1997. évi CLIV. törvény az egészségügyről (Eütv.), 91–92. §

- ugyintezes.magyarorszag.hu > Ügyek > Alap- és szakellátások > Fekvőbeteg szakellátás Archiválva 2014. december 27-i dátummal a Wayback Machine-ben
- Egészségpolitikai Fogalomtár
- Fekvőbeteg szakellátás